# Casa-famiglia
La casa-famiglia (conosciuta anche come casa di gruppo) in Italia è una struttura destinata all'accoglienza e una «comunità di tipo familiare con sede nelle civili abitazioni» la cui finalità è l'accoglienza di minorenni, disabili, anziani, adulti in difficoltà, persone affette da AIDS e/o in generale persone con problematiche psicosociali.

## Storia
Le prime case-famiglia hanno avuto origine tra l'inizio degli anni sessanta e la fine degli anni settanta del XX secolo, da esperienze di condivisione diretta con persone in situazione di disabilità.
A quel tempo, queste erano per lo più confinate in istituti nei quali l'attenzione era posta soprattutto sulla patologia e sulla sua terapia. Spostando l'attenzione sulla globalità della persona venne l'esigenza di creare strutture che ne permettessero anche un inserimento sociale ed una vita di relazione normale.
Nel 1964, a Pian di Scò, in provincia di Arezzo, nacque la prima casa-famiglia dell'Opera Assistenza Malati Impediti (OAMI), aperta da Mons. Enrico Nardi, per potere inserire i disabili in una piccola comunità, anziché in grandi strutture. Nel 1973 a Coriano, in provincia di Rimini, sotto la guida di Don Oreste Benzi, nacque la prima casa-famiglia della Comunità Papa Giovanni XXIII.

## Disciplina normativa
I requisiti di tali strutture sono contenuti nel decreto ministeriale del Ministro per la solidarietà sociale del 21 maggio 2001 n. 308 emanato ai sensi dell'art. 11 della legge 8 novembre 2000 n. 328.
Esse devono inoltre essere in possesso dell'autorizzazione del comune italiano sul cui territorio esse insistono, rivolgendosi all'assessorato ai servizi sociali.
Non sono obbligate a ottenere la preventiva autorizzazione le case famiglia che ospitano fino a 6 ospiti, purché non si effettuino attività sanitarie. Tuttavia le attività sanitarie possono "provenire dall'esterno" come, ad esempio, necessità di prestazioni infermieristiche attraverso i servizi domiciliari territoriali della ASL di appartenenza, o i servizi infermieristici privati territoriali.
Il soggetto gestore che intende avviare una struttura “Casa Famiglia”, in questo caso, è tenuto a dare preavviso dell'avvio di tale attività al Dirigente dei Servizi Diretti dell'Assessorato “Politiche Sociali e per le Famiglie” del Comune di appartenenza. Entro 60 giorni, egli deve dare comunicazione al Comune di appartenenza dell'avvenuto avvio dell'attività completo di tutte le informazioni.
Non sono obbligate a ottenere l'autorizzazione le strutture finalizzate alla semplice abitazione, alla frequenza scolastica, all´inserimento lavorativo, ai soggiorni di vacanza e le strutture che non svolgono attività socio-assistenziali.
Deve essere comunque comunicato l'inizio dell'attività (anche tramite Denuncia di inizio attività) allegando tutte le documentazioni al comune di appartenenza entro il 60º (sessantesimo giorno) dall'inizio dell'attività al comune di appartenenza territoriale della struttura.
In tali casi vale il principio del silenzio-assenso, ovvero in assenza di controllo si intende "temporaneamente autorizzata". Questo impedisce di rimanere intrappolati nella burocrazia, attraverso lunghe attese, per queste strutture che difficilmente possono attendere i tempi lunghi, con disastrose conseguenze economiche e sociali.

## Caratteristiche
Molte case-famiglia si occupano dell'accoglienza di minori «per interventi socio-assistenziali ed educativi integrativi o sostitutivi della famiglia». Si pongono in alternativa agli orfanotrofi (o istituti) in quanto, a differenza di questi, dovrebbero avere alcune caratteristiche che la renderebbe somigliante ad una famiglia. In una stessa struttura potrebbero essere accolte anche minori fuori famiglia o comunque con disagi e difficoltà di diverso tipo.
I tratti di maggiore affinità con la famiglia sono i seguenti:
- Presenza di figure parentali (materna e paterna) che la eleggono a loro famiglia, facendone la propria casa a tutti gli effetti.
- Numero ridotto di persone accolte, per garantire che i rapporti interpersonali siano quelli di una famiglia.
- La casa deve avere le caratteristiche architettoniche di una comune abitazione familiare, compatibilmente con le norme, eventualmente, stabilite dalle autorità sanitarie.
- La casa deve essere radicata nel territorio, deve, cioè, usufruire dei servizi locali (negozi, luoghi di svago, istruzione) e partecipare alla vita sociale della zona.

Il Decreto ministeriale stabilisce inoltre, all'art. 3, che:
Tra i criteri organizzativi, le Regioni possono stabilire anche accorpamenti tra più comunità. A seguito di ciò, vi sono strutture la cui capienza totale supera anche i 100 minori accolti.

## Requisiti minimi strutturali
Per le strutture fino a 10 posti letto, sono richieste le caratteristiche delle civili abitazioni ed una organizzazione interna che garantisca sia gli spazi e i ritmi della normale vita quotidiana; di norma le civili abitazioni dispongono al massimo di due bagni, ma almeno uno dovrà in questo caso essere attrezzato per la disabilità qualora si verifichi la necessità.
Il personale potrà far uso dei soliti bagni, solo se saranno disinfettati a mano, o meglio ad ogni scarico d'acqua automaticamente dall'apposito automatismo e a condizione che la rubinetteria del lavabo del bagno più in prossimità alla cucina sia a comando a pedale o a fotocellula, per i maggiori accorgimenti igienici.
Le camere ad un posto letto hanno nelle civili abitazioni una superficie di circa 9 m², quelle a due posti letto di circa 14 m², i soggiorni o le sale di 18 – 22 m² e tutto ciò è sufficiente ad ospitare i 6 ospiti; le cucine delle civili abitazioni difficilmente superano gli 8 m², ma sono comunque sufficienti ad accogliere la famiglia di ospiti anziani al tavolo da 6 posti.